# Douglas Diamond
Douglas Warren Diamond (født oktober 1953) er en amerikansk økonom og professor ved Booth School of Business ved University of Chicago. I 2022 modtog han sammen med Ben Bernanke og Philip Dybvig Nobelprisen i økonomi for de tre økonomers forskning i "banker og finansielle kriser".

## Forskning
Diamond har sammen med medforfatteren og med-Nobelprisvinderen Philip Dybvig i en af de mest citerede økonomiske forskningsartikler udviklet Diamond-Dybvig-modellen om bankers adfærd. Modellen beskriver bankernes grundlæggende funktion som nogle institutioner, der tager imod kortfristede indlån fra husholdninger og transformere dem til langfristede udlån til eksempelvis virksomheder og boligkøbere. Denne omdannelse af kort- til langfristede lån er nyttig for samfundsøkonomien, men gør samtidig bankerne skrøbelige overfor bankstormløb, hvis indskyderne i banken bliver bekymrede for, om de kan få deres penge og derfor i stor stil ønsker at hæve deres indlån på samme tid. Det kan skabe en selvopfyldende profeti og medføre også sunde bankers fallit. Sådanne fænomener kan være med til at forklare finanskrisers opståen og spredning. Viden om disse mekanismer kan omvendt også bruges til at forebygge fremtidige finanskriser.